# Palazzo Civran Grimani

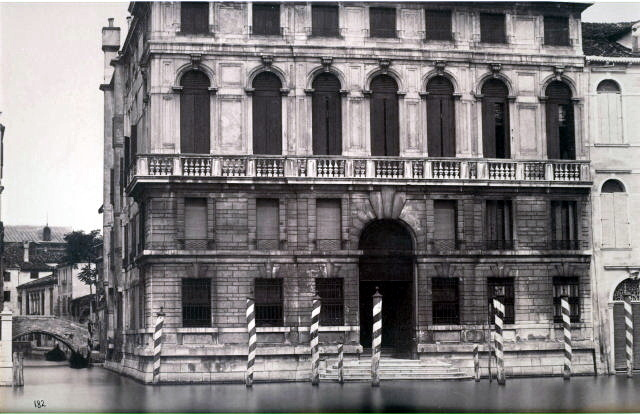
La facciata in una foto di Carlo Naya.

Palazzo Civran Grimani è un edificio civile veneziano sito nel sestiere di San Polo e affacciato sul Canal Grande alla confluenza con Rio della Frescada, tra Palazzo Dandolo Paolucci e Palazzo Caotorta Angaran.

## Storia
Costruito nel XVIII secolo sul sito di un precedente edificio gotico edificato non più tardi del XV secolo, venne ristrutturato da un architetto ignoto: molti storici dell'architettura veneziana, tra i quali Elena Bassi, ne attribuiscono la paternità a Giorgio Massari, che vi avrebbe lavorato tra il 1720 e il 1740. Nel 1818 vi si trasferirono i Grimani, che avevano perso la proprietà del palazzo sito nella parrocchia di San Luca, passato al demanio statale. Tale famiglia, dopo aver venduto questa magione, la ricomprò e ne ha conservato la proprietà fino ad oggi. Qui abitò fra il 1895 e il 1916 il sindaco Filippo Grimani. L'edificio è stato recentemente ristrutturato.

## Architettura
Caratterizzato da una facciata post-palladiana che prosegue anche sul lato minore, seppur con forme più semplici, presenta molti dei caratteri distintivi dell'architettura settecentesca e più in generale di quella neoclassica. Il massiccio pianterreno, straordinariamente importante, si distingue per la decorazione a bugnato, mentre il piano nobile, piuttosto ma non completamente lontano dalla tradizionale tripartizione, è caratterizzato da sette monofore di pregevole fattura. Di straordinaria lunghezza è il balcone anteriore, che prosegue anche sulla facciata laterale. Altri elementi pregevoli sono il portale ad acqua e le cornici marcapiano. Sul retro si apre un ampio giardino.